# Ту-141
Ту-141 «Стриж» — багаторазовий радянський оперативно-тактичний розвідувальний безпілотний літальний апарат розробки ДКБ ім. А. Н. Туполєва, входив до складу комплексу ВР-2 «Стриж».
Призначався для ведення розвідки на глибину до 400 кілометрів від лінії фронту на трансзвукових швидкостях. Оснащувався засобами фото-і інфрачервоної розвідки, що дозволяло використовувати його при будь-яких умовах і в будь-який час доби. Посадка літака Ту-141 здійснювалася за допомогою парашутної системи, розташованої у хвостовій частині.
Комплекс перебував на озброєнні ВПС СРСР з 1979 по 1989 роки, переважно дислокувався на західному кордоні СРСР.
Також розроблявся варіант літака-мішені на базі Ту-141.

## Проєктування
При проєктуванні безпілотного літака-розвідника в складі комплексу «Стриж», спочатку мова йшла про створення дворежимного літального апарата. Передбачалося, що безпілотний літак «141» на трансзвуковій або на невеликій надзвуковій швидкості (1200—1300 км / год) буде двічі проривати фронтову ППО противника (при проходженні на маршрут розвідки та при поверненні на місце посадки). Рух за маршрутом розвідки літак повинен був проходити на крейсерському дозвуковому режимі. Посадку літак-розвідник повинен був виконувати як літак на випущену перед посадкою лижу. На подібному алгоритмі використання літака «141» наполягали військові.
Попередні оцінки та розрахунки, проведені в ДКБ, показали, що подібний підхід до створення нового безпілотного комплексу призведе до лавиноподібного збільшення маси літака при спробах зберегти необхідні основні льотно-тактичні дані. Вихід навіть на короткий час на один із найневигідніших з аеродинамічної точки зору трансзвукових режимів вимагав би вжиття заходів з пошуку оптимізації аеродинаміки літального апарата, його силової установки з урахуванням особливостей цього режиму. Необхідно було б відмовитися від відносно простого однорежимного повітрозабірника, застосовувати двигун значно більшої тяги, можливо з форсажною камерою, що своєю чергою вимагало б збільшення запасу палива і, як наслідок, стартової маси. Таким чином, деяке збільшення стійкості комплексу до засобів фронтової ППО, при збереженні інших характеристик, могло бути досягнуто лише шляхом значного ускладнення конструкції безпілотного літального апарата, зниження надійності та збільшення вартості комплексу.
Тому, на підставі досить тривалих обговорень, було прийнято та погоджено із замовником рішення відмовитися від надзвукового режиму та обмежитися швидкістю 1000 км / год на всьому маршруті виконання розвідувального польоту. Одночасно відмовилися від посадки на летовище на лижу, перейшовши до варіанту вертикальної парашутної посадки з включенням гальмівних пристроїв на останньому етапі. Поступово пропонований проєкт літака «141» наблизився до збільшеної масштабної копії тактичного безпілотного літака-розвідника «143».
В остаточному варіанті за ідеологічною побудовою комплекс «Стриж» і його елементи в основному повторили свого меншого побратима комплекс «Рейс» і відрізнялися від нього розширеним складом бортового та розвідувального обладнання в єдиному варіанті комплектації, розмірами літака-розвідника і новим наземним комплексом засобів обслуговування та забезпечення бойової роботи.
За компонувальною схемою і технічними рішеннями літак «141» став ніби збільшеною копією літака «143». Літак-розвідник за складом розвідувального обладнання (аерофотоапарати, інфрачервона розвідувальна система) здатний виконувати відповідні види розвідки в будь-який час доби. Склад навігаційно-пілотажного комплексу забезпечував нормальну роботу розвідника та його обладнання на великих віддалях від місця старту. Для комплексу розглядалися варіанти оснащення літака «141» засобами розвідки, виконаними на основі квантовомеханічних генераторів (лазери) і введення в комплекс систем радіаційної розвідки.

## Конструкція
Літак «141» мав суцільнометалевий планер низькоплан, виконаний за схемою «безхвостка» з ПГО. Трикутне крило зі стріловидністю по передній кромці 58°, мало невеликі напливи в кореневих частинах. ПГО — переставляється на землі в межах від 0° до 8° в залежності від центрування літака, трапецієвидної форми в плані, з кутом стріловидності по передній кромці 41,3°. Вертикальне оперення виконувалося зі стріловидністю по передній кромці 52°. Керування літаком здійснювалося за допомогою двосекційних елевонів на крилі та керма напряму. Фюзеляж круглої форми діаметром в циліндричній частині 950 мм, що переходить в районі установки двигуна на овальну. Повітрозабірник ТРД над фюзеляжем дозвуковий, встановлений над фюзеляжем. На літаку «141» встановлювався ТРД типу Р9А-300 або КР-17А на машинах пізніх випусків, зі статичною тягою 2000 кг. Двигун компонувався під кутом 4,5° до осі літака.

## Експлуатація

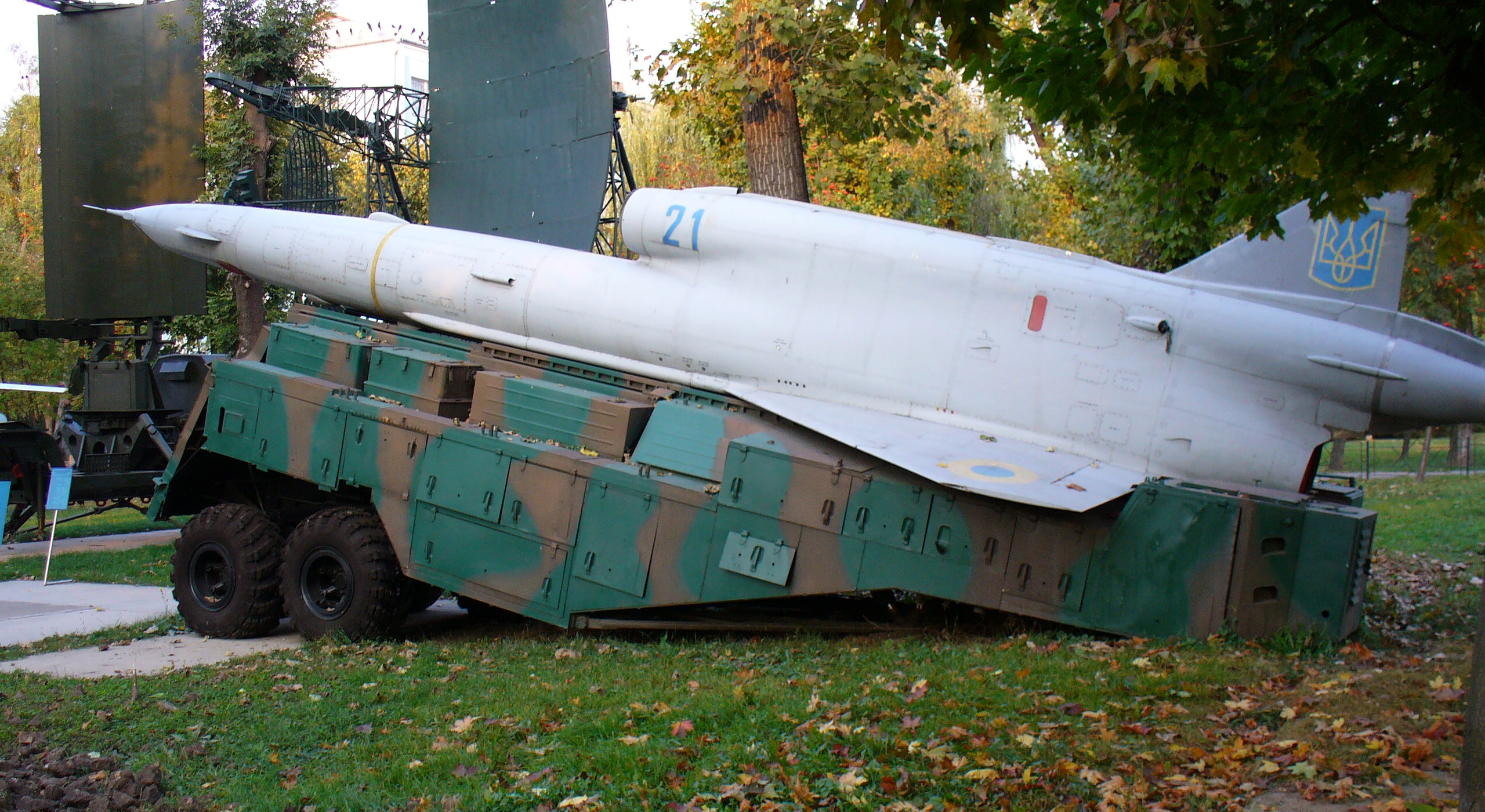
Ту-141 «Стриж» на буксированій пусковій установці. Музей ВПС ВС України в м.Вінниця

Для запуску літака використовувався твердопаливний прискорювач, що розміщується під хвостовою частиною фюзеляжу.
Посадка літака-розвідника після виконання завдання здійснювалася за допомогою парашутної системи (гальмівний і посадковий парашути), розташованої в обтічнику у хвостовій частині фюзеляжу над соплом ТРД, як і на літаку «143». Шасі триопорне, п'яточного типу, що випускається на посадці. Була система відстрілу посадкового парашута і гальмівна твердопаливна силова установка, яку було включено на останньому етапі посадки.
Наземне обслуговування і старт літака-розвідника здійснювалися за допомогою наземних мобільних засобів СПУ-141, ТЗМ141, МТ-141, КПК-141 і ПІД-3, що забезпечували ефективне використання безпілотного літака-розвідника, швидке перекидання основних елементів комплексу своїм ходом на великі відстані зі збереженням необхідного рівня боєздатності. При транспортуванні частина консолей крила відхилялася у вертикальне положення, що зменшувало габарити літака «141».
Перший дослідний екземпляр літака «141» здійснив політ у грудні 1974 року. Перші дослідні літаки «141» оснащувалися дослідними двигунами КР-17А. Серійне виробництво літака «141» було розгорнуто в 1979 році на Харківському авіаційному заводі, всього до моменту закінчення серії в 1989 році завод випустив 152 екземпляри літака «141». Першу настановну партію безпілотних літаків в кількості 10 прим. оснастили двигунами типу Р9А-300 (варіант авіаційного ТРД РД-9Б літака МіГ-190, а потім, після освоєння у серії КР-17А, ХАЗ перейшов на серійний випуск літака-розвідника з ним. Після закінчення заводських і державних випробувань комплекс «Стриж» приймається на озброєння Радянської Армії. В основному, комплекси надійшли в частини, дислоковані на західних кордонах СРСР, і після розпаду останнього велика частина з них виявилася у власності нових незалежних держав, зокрема у Збройних силах України.
Крім основного розвідувального варіанту, ДКБ опрацьовувало літак-мішень на базі Ту-141.

## Бойове застосування

### Російсько-українська війна
Використовувались в районі проведення АТО в 2014—2015 роках.
5 грудня 2022 року на російській військовій базі Енгельс було пошкоджено два стратегічних бомбардувальники Ту-95. За версією Defense Express і Politico удару міг завдати модифікований український БпЛА «Стриж».
6 лютого 2023 року Ту-141 з встановленою бойовою частиною у вигляді пристосованої авіаційної бомби ОФАБ-100-120 впав неподалік міста Калуга. За повідомленнями місцевих ЗМІ літальний апарат начебто впав після того, як зачепився за гілки дерев.

## Галерея

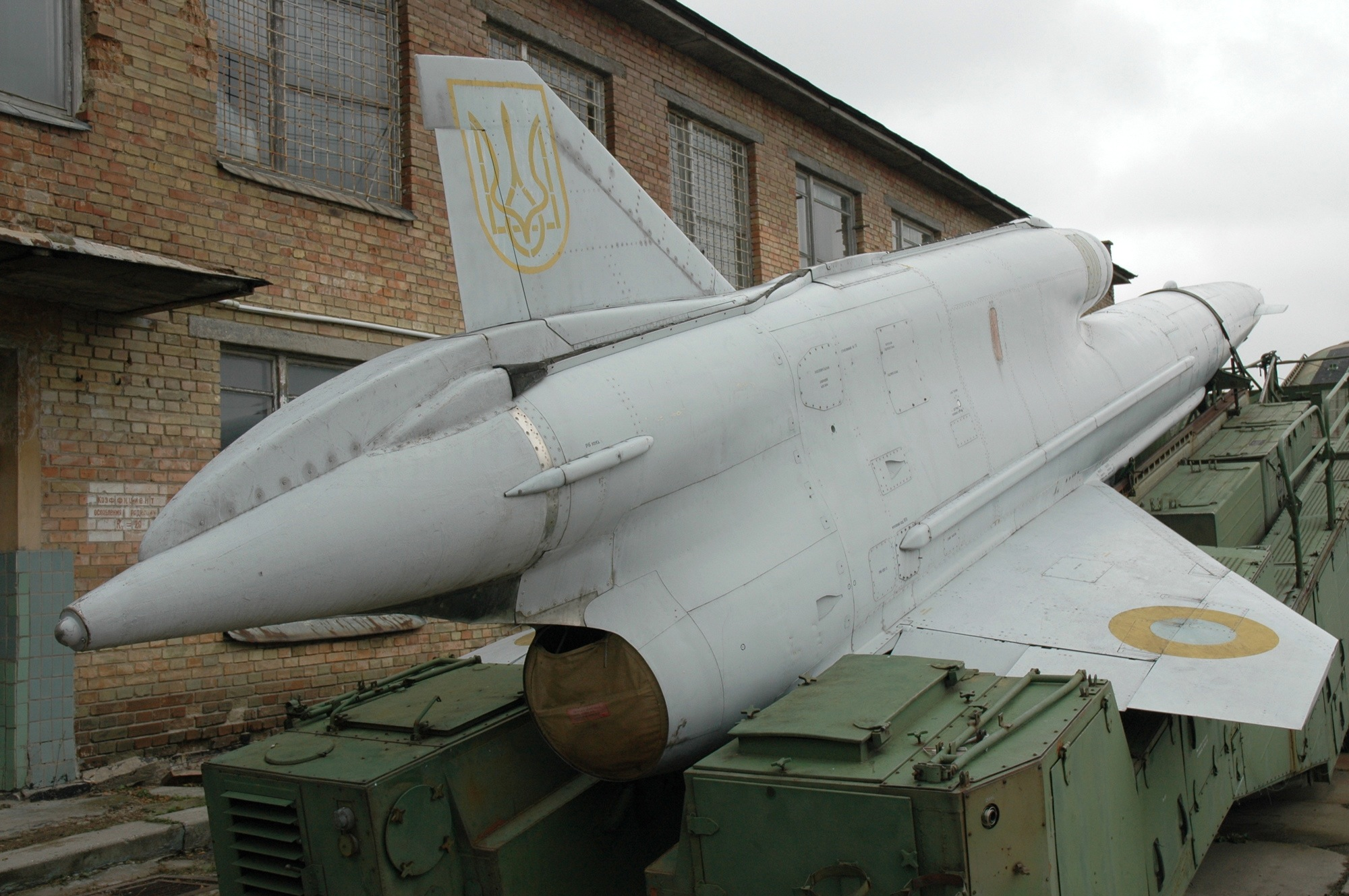
Музей авіації в Києві
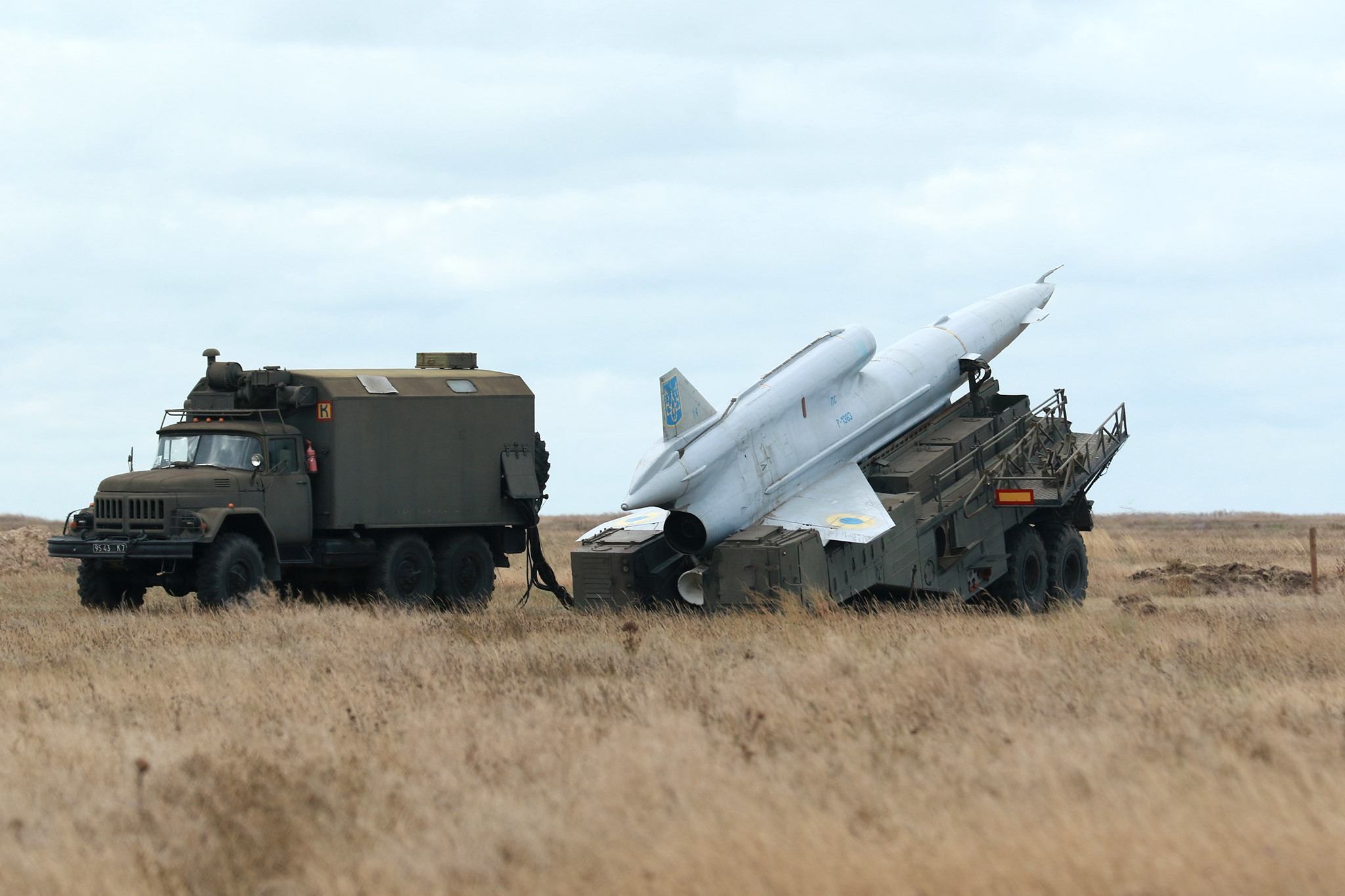
Ту-141 як мішень для ЗРК на навчаннях ВПС України, 2021 рік
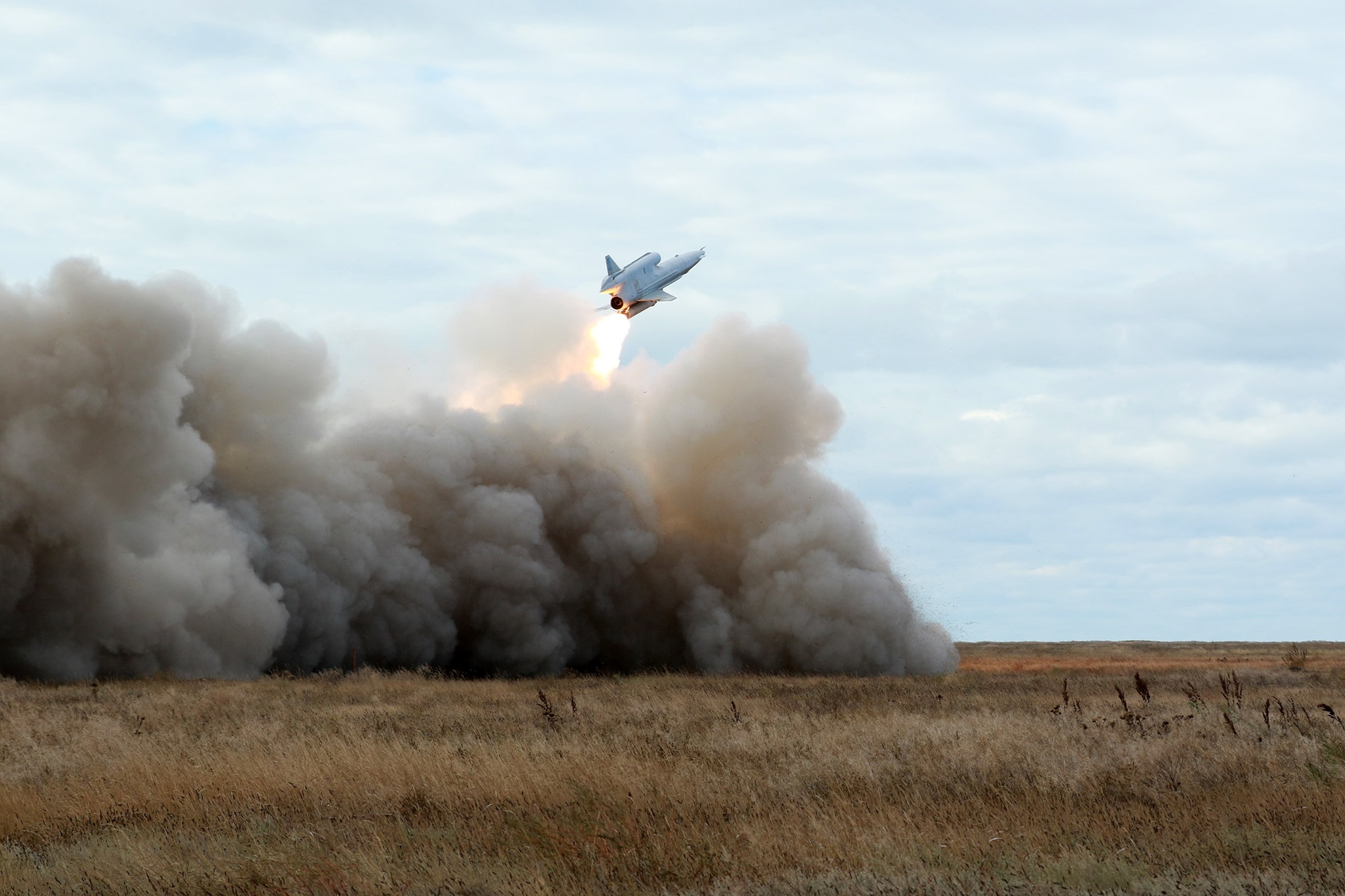
Ту-141 як мішень для ЗРК на навчаннях ВПС України, 2021 рік
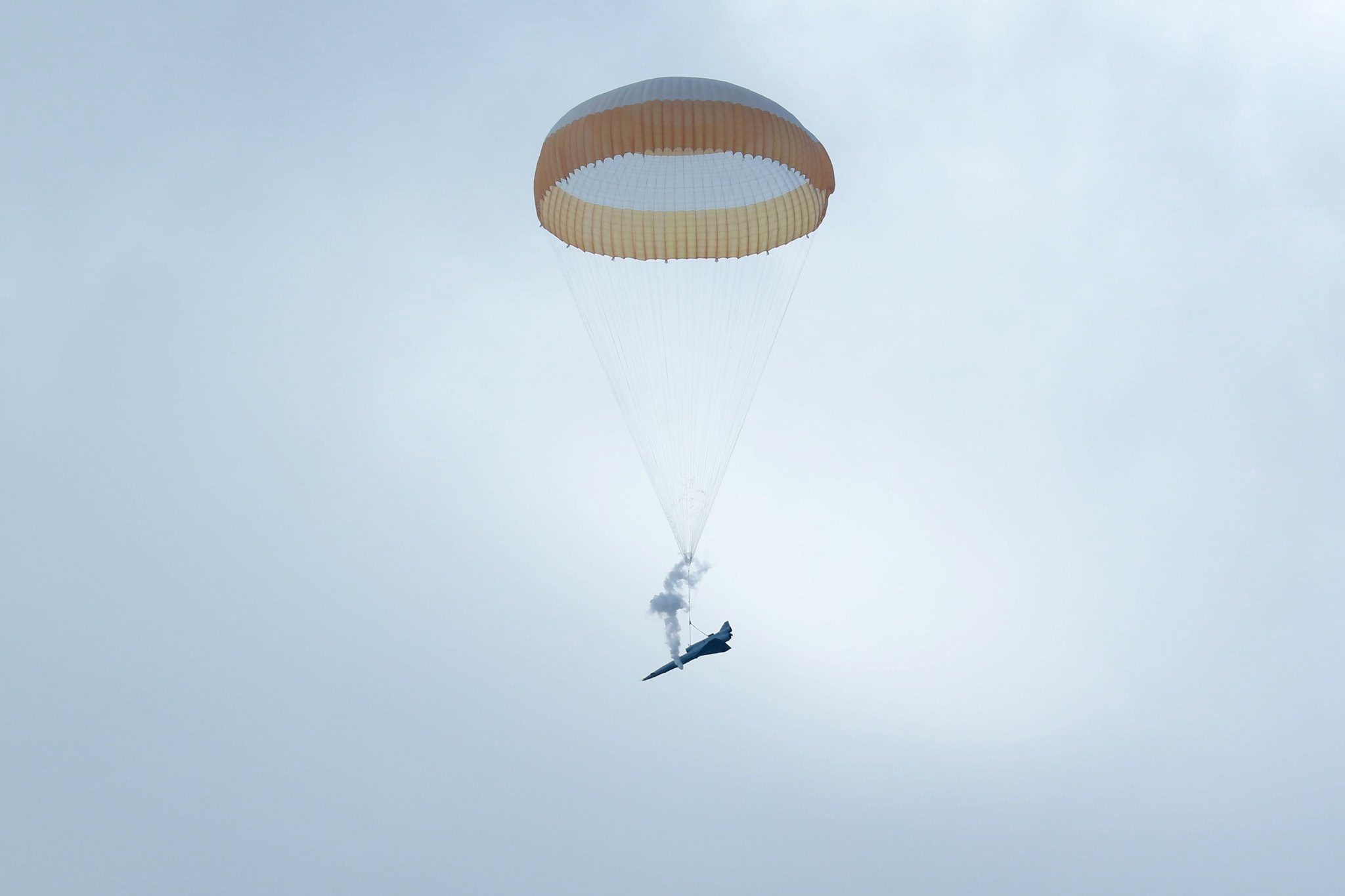
Підбитий Ту-141 як мішень для ЗРК на навчаннях ВПС України, 2021 рік